# Mario Negri (scultore)
Mario Negri (Tirano, 25 giugno 1916 – Milano, 5 aprile 1987) è stato uno scultore e critico d'arte italiano.

## Biografia

### Vita

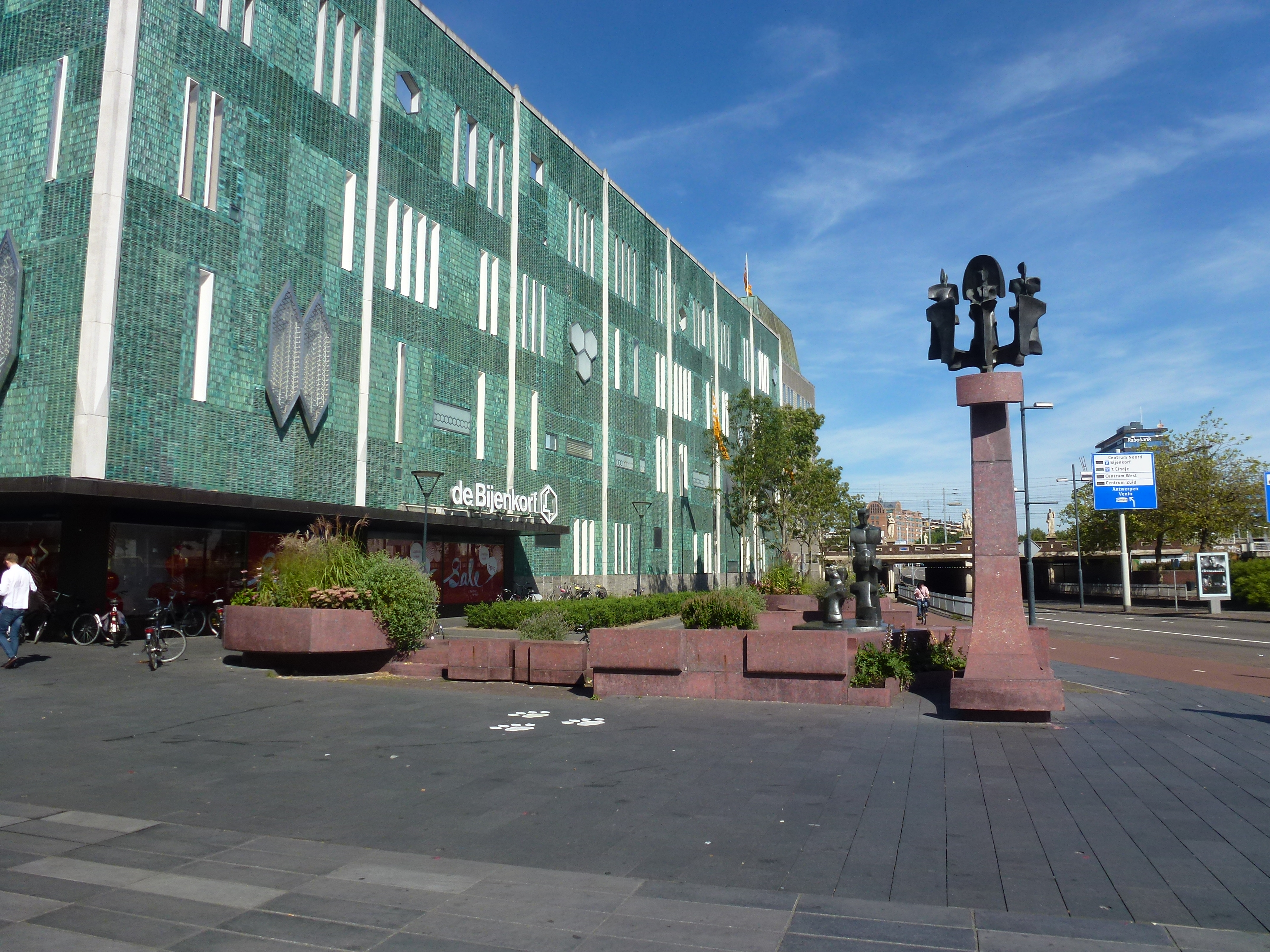
Gruppo di figure, realizzate da Mario Negri ad Eindhoven

Mario Negri nacque il 25 giugno 1916 a Tirano, da Giuseppina Tognolini (1880-1935) e da Carlo, costruttore edile (1877-1933).
Gli studi primari li effettuò a Genova, dove temporaneamente soggiornò la famiglia, dopo di che si diplomò a Milano al Regio Liceo - Ginnasio Alessandro Manzoni nel 1936, e nello stesso anno ottenne il diploma di maturità artistica presso l'Accademia di belle arti di Brera.
Successivamente frequentò il biennio della Facoltà di Architettura del Politecnico.
Nella seconda metà degli anni trenta ebbe contatti con artisti che collaboravano con la rivista Corrente di vita giovanile e frequentò lo studio di Giacomo Manzù.
Partecipò alla seconda guerra mondiale, ma il 9 settembre 1943 venne arrestato dai tedeschi a Bressanone e fu imprigionato due anni nei campi tedeschi e polacchi.
Dal 1946 si avvicinò alla scultura da autodidatta e studiando presso le botteghe artigiane milanesi, come la MAF,
una fonderia d'arte, stringendo amicizia con il fonditore Giuseppe "Pinella" De Andreis, che seguì nel 1964, quando aprì una sua fonderia d'arte.
Dal 1950 incominciò a dedicarsi anche all'attività di critico d'arte, collaborando con Domus, rivista fondata da Gio Ponti.
Nel 1951 sposò Elda Magri, musicista, dalla quale ebbe
tre figlie: Chiara, Marina e Maria Laura.
Nell'aprile del 1957 esordì con la sua prima personale alla Galleria del Milione, a Milano, cui seguì una lunga serie di partecipazioni a mostre in Italia e all'estero.
In questi anni ricevette numerosi premi e riconoscimenti, tra i quali, nel 1958, quello "Regione Trentino-Alto Adige" alla XXIX Esposizione Biennale Internazionale d'Arte di Venezia.
Nel 1965 venne nominato Accademico Corrispondente di San Luca e nel 1979, diventò Accademico Nazionale.
Successivamente diventò membro dell'Accademia reale di scienze, lettere e belle arti del Belgio, nel 1981, a Bruxelles.
Mario Negri morì a Milano, a causa di un infarto, il 5 aprile 1987.

### Opere, caratteristiche e stile
Il suo lungo tirocinio artistico, incominciato nel 1946, lo portò dieci anni dopo ad una cosciente e viva espressione artistica.
Le sue figure mitiche degli anni cinquanta, Piccolo guerriero (1955), Erma (1956 e Cariatide (1957), evidenziarono una segreta, profonda lettura di antico e moderno.
La sua versatilità lo condusse a manifestare una tenerezza austera nelle figure famigliari, invece una meditata struttura cubistica contraddistinse l'Arlecchino, La cinese, Re negro, tutte del 1957.
Lo stile di Negri si formò grazie a un grande amore per l'equilibrio tra le realtà e la sua evocazione, espresso nella materia ruvida e vibrante, stilizzata e animata «da una sempre presente meraviglia ed un rinnovato incanto di fronte alla vita» (Cesare Gnudi).
Negri, in tutto l'arco della sua carriera, fu uno scultore che curò l'aspetto umano delle cose, dimostrandosi un interprete sensibile e appassionato della statua e del corpo espresso e rielaborato in numerosissime varianti formali.
Dal 1963 al 1965 Negri si dedicò a grandi opere in rapporto con lo spazio naturale, dove manifestò un'iconografia simbolica esotica, oltre che un maggiore vigore dei volumi.
Nel 1971 realizzò la Grande colonna di Robbia, a Poschiavo, nel Cantone dei Grigioni.

## Opere
- Torso d'uomo, in gesso (1937);
- Testa di uomo, in cera (1937);

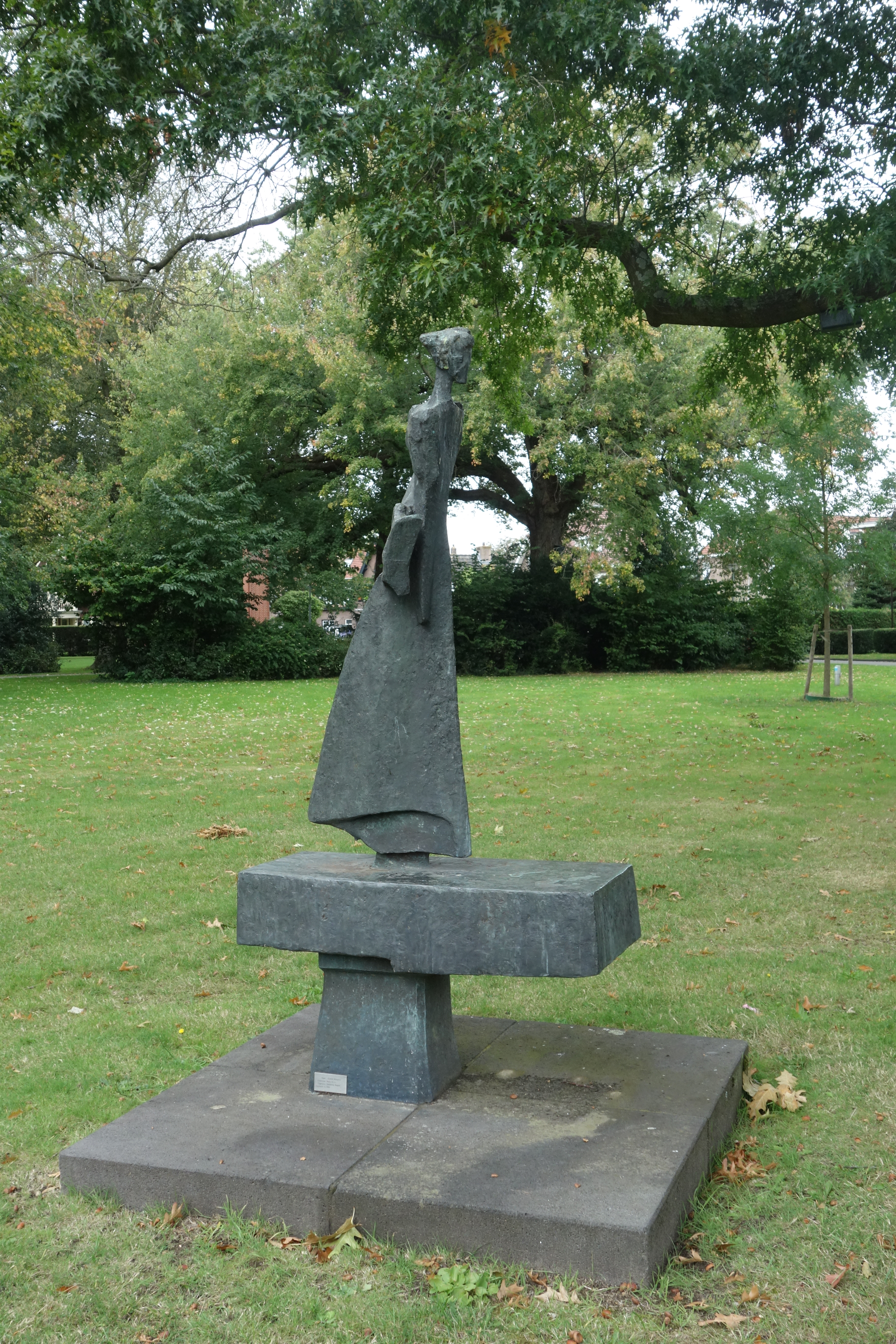
Grande allegoria (Meppel)

- Tre maschere amiche, in gesso (1940);
- Testa di Niobe (1948);
- Torso d'uomo, in bronzo (1950);
- Funambola, in bronzo (1952);
- Rilievi parietali (1957);
- Il grande busto, in bronzo (1957);
- La grande cariatide, in pietra di Piamu (1957);
- Colonna del samurai (1957);
- Donna al vento (1957);
- Colonna della regina, in bronzo (1959);
- Colonna dell'Adda (1962);
- Grande murale, in bronzo (1965);
- Grande gruppo della famiglia (1970);
- Vecchio re. Omaggio a Benedetto Antelami (1973).